# Liste der Monuments historiques in Niederhaslach
Die Liste der Monuments historiques in Niederhaslach führt die Monuments historiques in der französischen Gemeinde Niederhaslach auf.

## Liste der Bauwerke
| Bezeichnung             | Beschreibung                               | Standort                 | Kennzeichnung | Schutzstatus | Datum | Bild           |
| ----------------------- | ------------------------------------------ | ------------------------ | ------------- | ------------ | ----- | -------------- |
| Stiftskirche St-Florent | ab 1274 erbaut; bedeutende Bleiglasfenster | Place de l’Église (Lage) | PA00084831    | Classé       | 1846  | weitere Bilder |

## Liste der Objekte
| Bezeichnung                                                  | Beschreibung                                                                          | Standort                                 | Kennzeichnung | Schutzstatus | Datum | Bild           |
| ------------------------------------------------------------ | ------------------------------------------------------------------------------------- | ---------------------------------------- | ------------- | ------------ | ----- | -------------- |
| Ensemble aus 38 Grabsteinen                                  | umfasst PM67001154 bis PM67001191; Sandstein, 13. bis 17. Jahrhundert                 | auf dem ehemaligen Stiftsfriedhof (Lage) | PM67001153    | Classé       | 2010  | weitere Bilder |
| Grabstein für Hartung von Schönowwe                          | Sandstein, 1357                                                                       | auf dem ehemaligen Stiftsfriedhof (Lage) | PM67001154    | Classé       | 2010  |                |
| Grabstein für drei Angehörige der Familie Richter-Dutschmann | Sandstein, 1393                                                                       | auf dem ehemaligen Stiftsfriedhof (Lage) | PM67001155    | Classé       | 2010  |                |
| Grabstein für Gisela von Greifenstein und Albert             | Sandstein, 1335                                                                       | auf dem ehemaligen Stiftsfriedhof (Lage) | PM67001156    | Classé       | 2010  |                |
| Grabstein für ein Kind des Anselm von Hohenstein             | Sandstein, 1329                                                                       | auf dem ehemaligen Stiftsfriedhof (Lage) | PM67001157    | Classé       | 2010  |                |
| Grabstein für Agnes von Geispolsheim                         | Sandstein                                                                             | auf dem ehemaligen Stiftsfriedhof (Lage) | PM67001158    | Classé       | 2010  |                |
| Grabstein für Kathi Markesin                                 | Sandstein, 1370                                                                       | auf dem ehemaligen Stiftsfriedhof (Lage) | PM67001159    | Classé       | 2010  |                |
| Grabstein des Kanonikers Neusson                             | Sandstein                                                                             | auf dem ehemaligen Stiftsfriedhof (Lage) | PM67001160    | Classé       | 2010  |                |
| Grabstein für Aberhardus                                     | Sandstein, 1321                                                                       | auf dem ehemaligen Stiftsfriedhof (Lage) | PM67001161    | Classé       | 2010  |                |
| Grabstein einer Frau                                         | Sandstein                                                                             | auf dem ehemaligen Stiftsfriedhof (Lage) | PM67001162    | Classé       | 2010  |                |
| Grabstein für Walther von Hüneburg                           | Sandstein                                                                             | auf dem ehemaligen Stiftsfriedhof (Lage) | PM67001163    | Classé       | 2010  |                |
| Grabstein für zwei Angehörige der Familie Richter            | Sandstein, 1390                                                                       | auf dem ehemaligen Stiftsfriedhof (Lage) | PM67001164    | Classé       | 2010  |                |
| Grabstein eines Kantors (?)                                  | Sandstein                                                                             | auf dem ehemaligen Stiftsfriedhof (Lage) | PM67001165    | Classé       | 2010  |                |
| Grabstein für Fredericus von Hochvelt                        | Sandstein                                                                             | auf dem ehemaligen Stiftsfriedhof (Lage) | PM67001166    | Classé       | 2010  |                |
| Grabstein eines Dekans (?)                                   | Sandstein, 1411                                                                       | auf dem ehemaligen Stiftsfriedhof (Lage) | PM67001167    | Classé       | 2010  |                |
| Grabstein des Kanonikers Theophyl                            | Sandstein, 1577                                                                       | auf dem ehemaligen Stiftsfriedhof (Lage) | PM67001168    | Classé       | 2010  |                |
| Grabstein                                                    | Sandstein                                                                             | auf dem ehemaligen Stiftsfriedhof (Lage) | PM67001169    | Classé       | 2010  |                |
| Grabstein für Juta Meiger                                    | Sandstein                                                                             | auf dem ehemaligen Stiftsfriedhof (Lage) | PM67001170    | Classé       | 2010  |                |
| Grabstein für Nicolaus Grass von Sulgen                      | Sandstein, 1358                                                                       | auf dem ehemaligen Stiftsfriedhof (Lage) | PM67001171    | Classé       | 2010  |                |
| Grabstein für Christophorus Schenck                          | Sandstein, 1575                                                                       | auf dem ehemaligen Stiftsfriedhof (Lage) | PM67001172    | Classé       | 2010  |                |
| Grabstein für Nicolaus Knobeloch                             | Sandstein, 1420                                                                       | auf dem ehemaligen Stiftsfriedhof (Lage) | PM67001173    | Classé       | 2010  |                |
| Grabstein für Ludovicus Lolius                               | Sandstein, 1591                                                                       | auf dem ehemaligen Stiftsfriedhof (Lage) | PM67001174    | Classé       | 2010  |                |
| Grabstein                                                    | Sandstein                                                                             | auf dem ehemaligen Stiftsfriedhof (Lage) | PM67001175    | Classé       | 2010  |                |
| Grabstein für … senior                                       | Sandstein, 1721                                                                       | auf dem ehemaligen Stiftsfriedhof (Lage) | PM67001176    | Classé       | 2010  |                |
| Grabstein für Baltaro Magolt                                 | Sandstein, 1570                                                                       | auf dem ehemaligen Stiftsfriedhof (Lage) | PM67001177    | Classé       | 2010  |                |
| Grabstein für Martinus Claudy                                | Sandstein                                                                             | auf dem ehemaligen Stiftsfriedhof (Lage) | PM67001178    | Classé       | 2010  |                |
| Grabstein                                                    | Sandstein                                                                             | auf dem ehemaligen Stiftsfriedhof (Lage) | PM67001179    | Classé       | 2010  |                |
| Grabstein für Robertus Abarden                               | Sandstein, 1520                                                                       | auf dem ehemaligen Stiftsfriedhof (Lage) | PM67001180    | Classé       | 2010  |                |
| Grabstein für Hans Mangolt                                   | Sandstein, 1576                                                                       | auf dem ehemaligen Stiftsfriedhof (Lage) | PM67001181    | Classé       | 2010  |                |
| Grabstein für Fredericus von Geudertheim                     | Sandstein, 1335                                                                       | auf dem ehemaligen Stiftsfriedhof (Lage) | PM67001182    | Classé       | 2010  |                |
| Grabstein für Ekhart Knobloch                                | Sandstein, 1319                                                                       | auf dem ehemaligen Stiftsfriedhof (Lage) | PM67001183    | Classé       | 2010  |                |
| Grabstein für Johannes von Surburg                           |                                                                                       | auf dem ehemaligen Stiftsfriedhof (Lage) | PM67001184    | Classé       | 2010  |                |
| Grabstein für Maria                                          | Sandstein, 1326                                                                       | auf dem ehemaligen Stiftsfriedhof (Lage) | PM67001185    | Classé       | 2010  |                |
| Grabstein für Johannis von Marley                            | Sandstein                                                                             | auf dem ehemaligen Stiftsfriedhof (Lage) | PM67001186    | Classé       | 2010  |                |
| Grabstein für Wolfram de Fleckenstein                        | Sandstein                                                                             | auf dem ehemaligen Stiftsfriedhof (Lage) | PM67001187    | Classé       | 2010  |                |
| Grabstein für Johann von Hohenstein                          | Sandstein, 1321                                                                       | auf dem ehemaligen Stiftsfriedhof (Lage) | PM67001188    | Classé       | 2010  |                |
| Grabstein für Jacobus Hemmerlin                              | Sandstein, 1573                                                                       | auf dem ehemaligen Stiftsfriedhof (Lage) | PM67001189    | Classé       | 2010  |                |
| Grabstein für Conradus Schreier                              | Sandstein, 1602                                                                       | auf dem ehemaligen Stiftsfriedhof (Lage) | PM67001190    | Classé       | 2010  |                |
| Grabstein für Nicolaus Burkard genannt Dutschmann            | Sandstein, 1417                                                                       | auf dem ehemaligen Stiftsfriedhof (Lage) | PM67001191    | Classé       | 2010  |                |
| Opferstock                                                   | Holz, Schmiedeeisen, 17. Jahrhundert                                                  | in der Stiftskirche St-Florent (Lage)    | PM67000203    | Classé       | 1982  |                |
| Reliquienschrein des heiligen Florentius von Straßburg       | Holz, Kupfer, Gusseisen und Glas, 1716                                                | in der Stiftskirche St-Florent (Lage)    | PM67001150    | Classé       | 2010  | weitere Bilder |
| Taufbecken                                                   | Sandstein, 13. Jahrhundert, Bronzedeckel, 1923                                        | in der Stiftskirche St-Florent (Lage)    | PM67001398    | Inscrit      | 2006  |                |
| Skulptur Johannes der Täufer                                 | Holz, farbig gefasst, 18. Jahrhundert                                                 | in der Stiftskirche St-Florent (Lage)    | PM67001399    | Inscrit      | 2006  |                |
| Prozessionsskulptur Heiliger Florentinus                     | Holz, farbig gefasst und vergoldet, 1853                                              | in der Stiftskirche St-Florent (Lage)    | PM67001401    | Inscrit      | 2006  | weitere Bilder |
| Grabstein eines Sohns von Erwin von Steinbach                | Sandstein, 1329                                                                       | in der Stiftskirche St-Florent (Lage)    | PM67000200    | Classé       | 1980  |                |
| Chorgestühl und Wandverkleidung                              | Eichenholz, Ende des 17. und 18. Jahrhunderts                                         | in der Stiftskirche St-Florent (Lage)    | PM67000202    | Classé       | 1982  | weitere Bilder |
| Leuchter mit Marienskulptur                                  | Schmiedeeisen, Kupfer und Holz, vergoldet, 1904                                       | in der Stiftskirche St-Florent (Lage)    | PM67001151    | Classé       | 2010  |                |
| Skulpturengruppe Heiliger Florentinus und Rathildis          | Lindenholz, farbig gefasst, Anfang des 18. Jahrhunderts                               | in der Stiftskirche St-Florent (Lage)    | PM67001400    | Inscrit      | 2006  |                |
| Prozessionsskulptur Maria Immaculata                         | Holz, farbig gefasst und vergoldet; auf dem Sockel vier Gemälde von Carola Sorg, 1859 | in der Stiftskirche St-Florent (Lage)    | PM67001402    | Inscrit      | 2006  | weitere Bilder |
| Zwei Gefäße für die heiligen Öle                             | Silber, 1753                                                                          | in der Stiftskirche St-Florent (Lage)    | PM67001403    | Inscrit      | 2006  |                |
| Kelch                                                        | Silber, vergoldet, zweites Viertel des 18. Jahrhunderts                               | in der Stiftskirche St-Florent (Lage)    | PM67001152    | Classé       | 2010  |                |
| Gemälde Porträt eines Kanonikers                             | Ölfarbe auf Leinwand, Holzrahmen, Ende des 17. Jahrhunderts                           | in der Stiftskirche St-Florent (Lage)    | PM67001397    | Inscrit      | 2006  |                |
| Heiliges Grab                                                | Sandstein, 14. Jahrhundert                                                            | in der Stiftskirche St-Florent (Lage)    | PM67000201    | Classé       | 1982  | weitere Bilder |
| Grabdenkmal des Bischofs Rachio                              | Sandstein, drittes Viertel des 14. Jahrhunderts                                       | in der Stiftskirche St-Florent (Lage)    | PM67001148    | Classé       | 2010  | weitere Bilder |
| Kanzel                                                       | Sandstein, 1583; demontiert                                                           | in der Stiftskirche St-Florent (Lage)    | PM67001149    | Classé       | 2010  |                |